# Lithosia triangularis
Lithosia triangularis là một loài bướm đêm thuộc phân họ Arctiinae, họ Erebidae.